# Galaktyka Wir

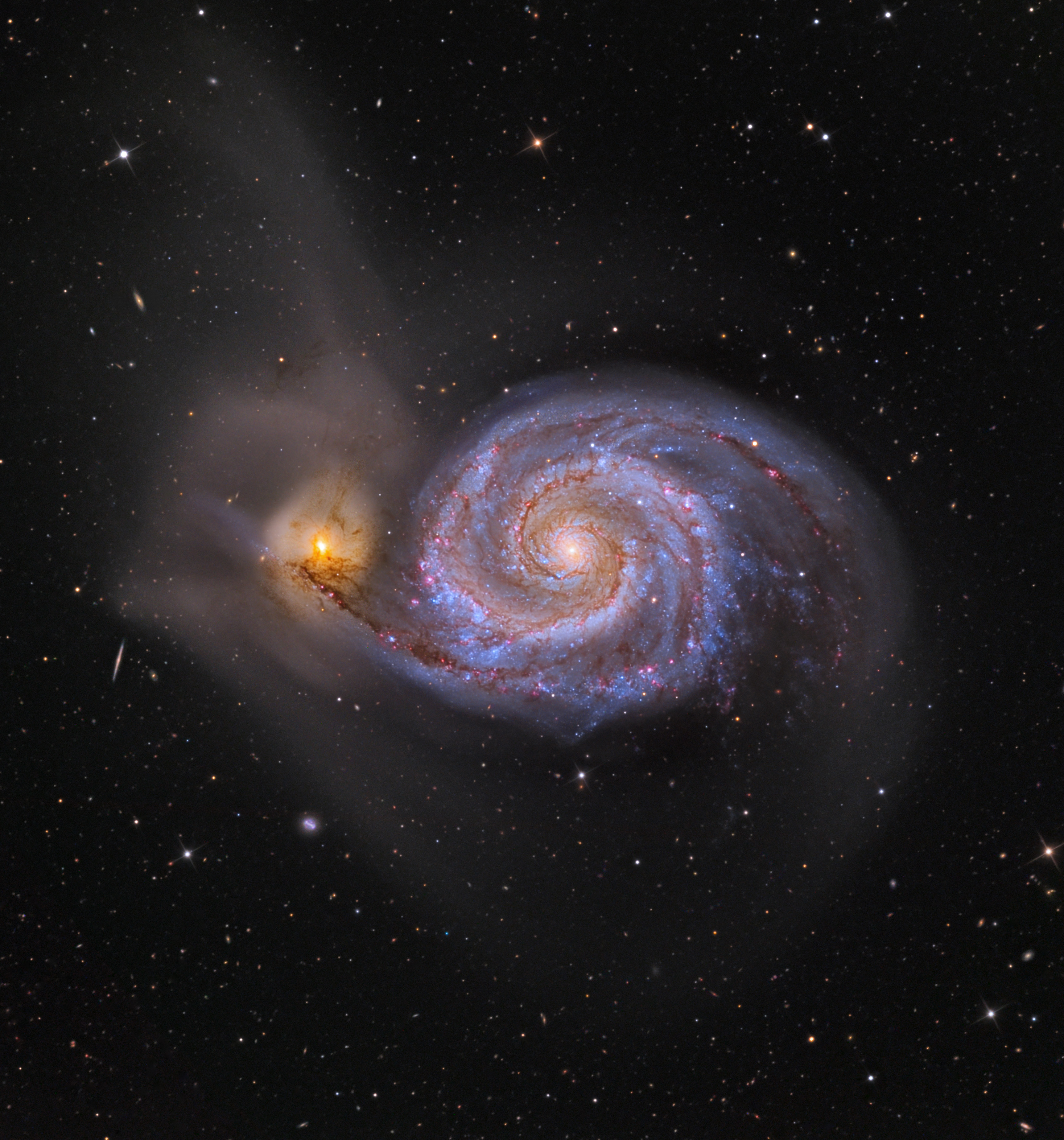
Galaktyki Wir i NGC 5195

Galaktyka Wir (również Messier 51, M51 lub NGC 5194) – galaktyka spiralna o anormalnym małym jądrze, położona w odległości około 23 milionów lat świetlnych, w gwiazdozbiorze Psów Gończych, blisko ostatniej gwiazdy dyszla Wielkiego Wozu, 3,5° poniżej Alkaida. Została odkryta 13 października 1773 roku przez Charles’a Messiera.

## Charakterystyka fizyczna
Galaktyka Wir znajduje się w odległości 7,1 miliona parseków od Ziemi. Jest pierwszą galaktyką, w której zauważono spiralną strukturę, dobrze widoczną z Ziemi od strony bieguna galaktycznego. Galaktyka Wir ma jasność 8,96m i – wraz z towarzyszącą galaktyką NGC 5195 – rozmiary 11,2′ × 6,9′. Ma masę około 160 miliardów mas Słońca, oraz 60 tysięcy lat świetlnych średnicy. Jest zaliczana do galaktyk Seyferta typu 2, oraz należy do grupy galaktyk M101.

## Oddziaływanie grawitacyjne z NGC 5195
Towarzysząca galaktyka NGC 5195 znajduje się na końcu jednego z ramion spiralnych galaktyki, nieco za M51 i należy do galaktyk soczewkowatych. Galaktyki te oddziałują ze sobą grawitacyjnie, obie stanowią obiekt Arp 85 w Atlasie Osobliwych Galaktyk Haltona Arpa. Pod wpływem przyciągania NGC 5195 jedno z ramion NGC 5194 zostało rozciągnięte, tworząc most gwiezdny między tymi galaktykami.
Uważa się, że wyraźna spiralna struktura Galaktyki NGC 5194 jest wynikiem przejścia NGC 5195 przez dysk Galaktyki NGC 5194, co miało się wydarzyć od 500 do 600 milionów lat temu. Astronomowie uważają, że interakcja ta zwiększyła aktywność gwiazdotwórczą w ramionach spiralnych galaktyki, poprzez kompresję wodoru w tych rejonach.
W przyszłości NGC 5195 zostanie całkowicie pochłonięta.

## Odkrycie i obserwacje

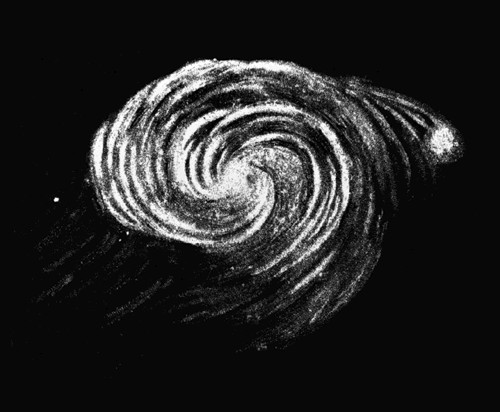
Szkic Galaktyki M51 wykonany przez Williama Parsonsa w 1845

Galaktyka została odkryta 13 października 1773 przez Charles’a Messiera. Opisał wtedy ten obiekt jako „ledwo widoczną mgławicę bez gwiazd”. Jej sąsiednia galaktyka, NGC 5195, została odkryta w 1781 przez Pierre Méchaina, chociaż nie było wtedy wiadomo, czy galaktyka ta oddziałuje grawitacyjnie z NGC 1594, czy też znajduje się w rzeczywistości w zupełnie innej odległości od Ziemi. W 1845 William Parsons przy użyciu słynnego Lewiatana z Parsonstown – 72-calowego teleskopu zwierciadlanego (największego na świecie aż do 1917) odkrył, że Galaktyka Wir posiada strukturę spiralną, była to pierwsza znana wtedy „mgławica”, o której było wiadomo, że posiada taką strukturę. Tak zwane „mgławice spiralne” nie były uważane za oddzielne galaktyki aż do 1929, kiedy to Edwin Hubble zaobserwował Cefeidy w tych tzw. mgławicach spiralnych, co dowodziło temu, że są one tak daleko, że są kompletnie oddzielnymi galaktykami, a nie mgławicami w naszej galaktyce.

### Supernowe
W Galaktyce Wir zarejestrowano trzy przypadki supernowej:
- SN 1994I: supernowa typu Ic zaobserwowana 4 kwietnia 1994[14]. Jej jasność maksymalna wyniosła 12,9m[15].
- SN 2005cs: supernowa typu II-P zaobserwowana 28 czerwca 2005. W momencie wykrycia, jasność supernowej wyniosła 14m[16]. Supernowa ta przysłużyła się w oszacowaniu odległości do Galaktyki M51[2].
- SN 2011dh: supernowa typu II-P zaobserwowana 1 czerwca 2011[14].

### Kandydat na planetę
We wrześniu 2020 w galaktyce odkryto kandydata na egzoplanetę – M51-ULS-1b. Planetę wykryto poprzez obserwację zaćmień masywnego rentgenowskiego układu podwójnego (jest to jeden z najjaśniejszych źródeł rentgenowskich w M51). Po potwierdzeniu byłaby to pierwsza znana nam planeta znajdująca się poza Drogą Mleczną. Ta nowa metoda odkrywania egzoplanet, czyli poprzez skupianie się na jasnych, pozagalaktycznych źródłach rentgenowskich (XRS, ang. X-Ray Source) może pozwolić w przyszłości na dalsze odkrycia planet pozagalaktycznych. Promień planety M51-ULS-1b jest najprawdopodobniej niewiele mniejszy od promienia Saturna, a rentgenowski układ binarny, jaki on okrąża, jest młody i masywny. Składnikiem głównym w tym układzie jest gwiazda neutronowa lub czarna dziura, a wtórnym – masywna gwiazda.